# 班玛杜鹃
班玛杜鹃（学名：Rhododendron bamaense），为杜鹃花科杜鹃花属下的一个植物种。